# Batarà pissarrós de Bolívia
El batarà pissarrós de Bolívia (Thamnophilus sticturus) és una espècie d'ocell de la família dels tamnofílids (Thamnophilidae).

## Hàbitat i distribució
Habita el sotabosc de la selva humida del sud-oest de la conca de l'Amazones.